# Ganymed (Mond)
Ganymed (auch Jupiter III) ist der dritte und größte der vier Galileischen Monde des Gasplaneten Jupiter. Er ist mit einem Durchmesser von 5.262 km der größte Mond des Sonnensystems und hat – ebenso wie der zweitgrößte (Saturnmond Titan) – einen etwas größeren Durchmesser als der (allerdings massereichere) Planet Merkur.
Ganymed gehört zum Typ der Eismonde und besitzt einen Kern aus Eisen. Er verfügt über eine sehr dünne Atmosphäre und ist der einzige Trabant mit einem ausgeprägten Magnetfeld.

## Entdeckung und Benennung
Ganymed wurde im Jahre 1610 von dem italienischen Gelehrten Galileo Galilei mit Hilfe eines relativ einfachen Fernrohrs entdeckt. Weil er alle vier großen Monde (Io, Europa, Ganymed und Kallisto) entdeckt hat, werden diese daher auch als die Galileischen Monde bezeichnet.
Benannt wurde der Mond nach dem Jüngling Ganymed, einem Mundschenk der Götter und Geliebten des Zeus aus der griechischen Mythologie. Er ist der einzige Jupitermond, der nach einer männlichen Figur benannt ist. Obwohl der Name Ganymed bereits kurz nach seiner Entdeckung von Simon Marius vorgeschlagen worden war, konnte er sich über lange Zeit nicht durchsetzen. Erst in der Mitte des 20. Jahrhunderts kam er wieder in Gebrauch. Vorher wurden die Galileischen Monde üblicherweise mit römischen Ziffern bezeichnet und Ganymed war Jupiter III.
Ganymed ist kein offizielles oder allgemein verwendetes astronomisches Symbol zugeordnet (wie auch sonst keinem Trabanten im Sonnensystem außer dem Erdmond).

## Umlaufbahn und Rotation

Resonante Umlaufperioden der drei inneren Galileischen Monde

Ganymed umkreist Jupiter in einem mittleren Abstand von 1.070.400 km in 7 Tagen, 3 Stunden und 42,6 Minuten. Er befindet sich damit in Resonanz mit seinen beiden inneren Nachbarn Europa (1:2) und Io (1:4), ein Effekt, der zu den verhältnismäßig großen Exzentrizitäten der Bahnen dieser Monde beiträgt. Er hat große Bedeutung für die Gezeitenreibung im Inneren dieser Monde und ist damit eine Erklärung für den Vulkanismus auf Io. Ganymeds Bahn hat eine Exzentrizität von 0,0015 und ist nur 0,21° gegenüber Jupiters Äquatorebene geneigt.
Ganymed rotiert in 7 Tagen, 3 Stunden und 42,6 Minuten um die eigene Achse und weist damit, wie der Erdmond und die übrigen inneren Jupitermonde, eine gebundene Rotation auf. Wegen seiner im Vergleich zum Erdmond geringen Bahnexzentrizität und der sehr kleinen Achsneigung sind Librationseffekte gering. Die maximale Libration der Länge, die proportional zur Exzentrizität ist, beträgt nur etwa 10′ (beim Erdmond etwa 7°). Die durch diese Taumelbewegung bewirkten Gezeiteneffekte, die bei Io als Hauptursache für den starken Vulkanismus gelten, sind daher (auch wegen des wesentlich größeren Abstandes) viel geringer.

## Physikalische Eigenschaften
Ganymed hat einen mittleren Durchmesser von 5.262 km und ist damit der größte Mond im Sonnensystem. Er ist etwas größer als der Saturnmond Titan (5.150 km) und sogar größer als der Planet Merkur (4.878 km), wobei er allerdings mit seiner geringen Dichte von 1,94 g/cm3 nur 45 % von Merkurs Masse aufweist.
Ganymed erscheint mit einer scheinbaren Helligkeit von bis zu 4,6 mag zu Oppositionszeiten so hell, dass er freiäugig sichtbar wäre, wenn er nicht vom nahen Jupiter überstrahlt würde.

### Oberfläche

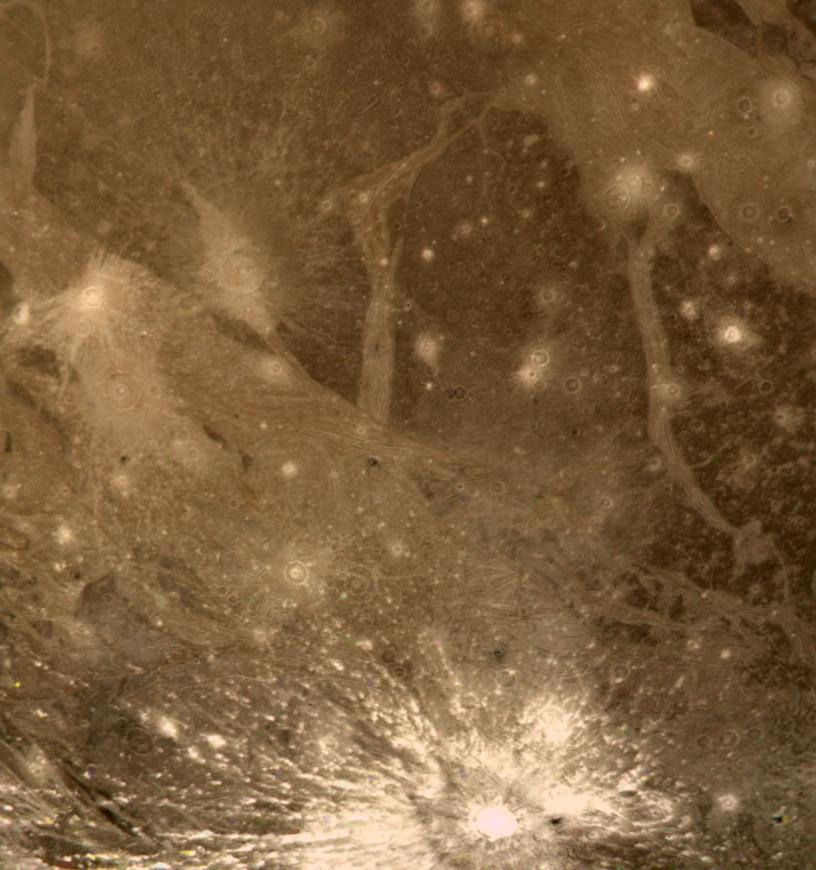
Helle und dunkle Regionen auf Ganymeds Oberfläche. Am unteren Bildrand ist ein relativ frischer Impaktkrater sichtbar, bei dem helles Material aus dem Untergrund strahlenförmig ausgeschleudert wurde.

Ganymeds Oberfläche, die aus hunderten von Kilometern dickem Wassereis besteht, kann in zwei unterschiedliche Gebiete unterteilt werden: eine geologisch sehr alte, dunkle Region mit einer großen Anzahl an Einschlagkratern und eine etwas jüngere, hellere Region mit geringerer Kraterdichte, aber mit ausgeprägten Gräben und Verwerfungen. Die beiden Regionen sind auf tektonische Aktivitäten zurückzuführen.
Ganymeds Oberfläche besteht aus zwei kontinentalen Platten, die sich unabhängig voneinander bewegen, wobei an ihren Randzonen flache Gebirgszüge aufgeworfen werden können. Darüber hinaus sind Gebiete sichtbar, durch die sogenannte wässrige Lava geflossen sein könnte, deren Ursprung auf vergangenen Kryovulkanismus zurückzuführen ist. Hinsichtlich der Tektonik ähnelt Ganymed dem Planeten Erde, obwohl die Aktivitäten auf Ganymed zum Erliegen gekommen sind. Die dunklen Regionen ähneln der Oberfläche von Kallisto; ein ähnliches System von Gräben und Verwerfungen existiert auf dem Saturnmond Enceladus und den Uranusmonden Miranda und Ariel.
Beide Regionen weisen viele Einschlagskrater auf; ihre Anzahl und Verteilung ergeben für Ganymeds Oberfläche ein Alter von 3 bis 3,5 Milliarden Jahren, vergleichbar dem Erdmond. Dabei überlagern die Krater die Gräben oder werden von diesen durchbrochen, was darauf schließen lässt, dass die Gräben ebenfalls geologisch alt sind. Daneben gibt es auch Einschläge jüngeren Datums, bei denen Material aus dem Untergrund in Form von Strahlensystemen ausgeworfen wurde. Anders als auf dem Erdmond oder dem Merkur sind die meisten Krater relativ flach und weisen keine Ringwälle oder Zentralberge auf. Offensichtlich hat die Eiskruste über geologische Zeiträume nachgegeben und diese Strukturen eingeebnet. Sehr alte Krater sind nur noch als dunkle Reliefs zu erkennen. Der mit Abstand größte benannte Krater namens Epigeus hat einen Durchmesser von 343 km und befindet sich auf dem Zentralmeridian der von Jupiter abgewandten Hemisphäre, zwischen den dunklen Regionen Galileo Regio und Marius Regio.
Die größte zusammenhängende Struktur auf Ganymed ist die dunkle Ebene Galileo Regio. Sie bedeckt mit 3.200 km Durchmesser ein Drittel der jupiterabgewandten Hemisphäre und kann bisweilen von der Erde in Großteleskopen gesehen werden. Die Ebene ist äußerst kraterreich und von hellen Streifen durchzogen; wahrscheinlich stellt sie die älteste Oberfläche des Mondes dar. Weiter sind auf Ganymed ausgedehnte konzentrische Erhebungen sichtbar, die das Überbleibsel eines gewaltigen Impaktereignisses aus der Frühzeit des Mondes sind.
Eine in der Planetengeologie ungewöhnliche Struktur ist der Tiamat Sulcus, ein fast 2.000 km langes Band gefurchten Geländes nahe dem Äquator zwischen Marius Regio und Melotte Regio, das durch eine Verwerfung unterbrochen wird. Nördlich davon hat der Sulcus 14 parallele Furchen, südlich hingegen 20, was durch Bruchtektonik unterschiedlicher Zeiträume erklärt werden kann.
Ganymeds Albedo beträgt 0,44, das heißt 44 % des einfallenden Sonnenlichts werden von der Oberfläche reflektiert. Im Vergleich zu den Monden Io und Europa ist seine Oberfläche relativ dunkel. Die Oberflächentemperatur beträgt im Durchschnitt etwa −160 °C.

### Innerer Aufbau

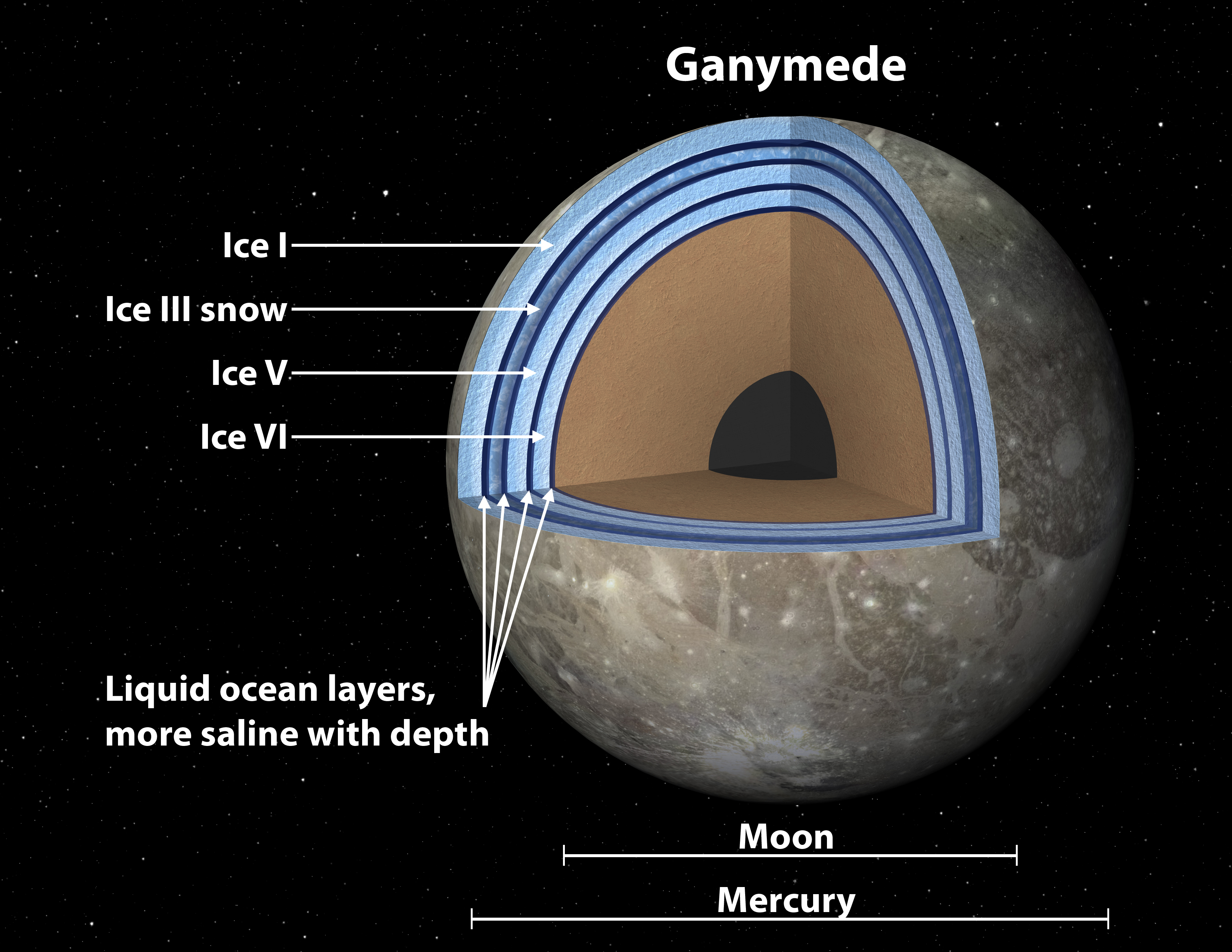
Modell von Ganymeds innerem Aufbau (2014) mit mehreren Ozeanen und Eisformen (englische Beschriftung)

Die Auswertung der Daten der Raumsonde Galileo wies darauf hin, dass es sich bei Ganymed um einen differenzierten Körper mit Schalenaufbau handelt. Ein relativ kleiner Kern aus Eisen oder Eisensulfid ist von einem Mantel aus silikatischem Gestein umgeben. Darüber befindet sich ein leicht salzhaltiger Ozean, der mehr Wasser als alle Ozeane der Erde zusammen enthalten könnte. Die äußerste Schicht ist eine harte Wassereiskruste.
Nach einem neuen Modell bilden sich im unteren Bereich der Eiskruste Kristalle einer dichteren Eisform. Die enthaltenen Salze werden frei und sinken nach unten, wo sie mit Wasser einen unteren salzhaltigeren Ozeanteil bilden. Der schwimmt auf einer weiteren Schicht aus einer noch dichteren Eisform, und eine solche Schichtung von flüssigem Wasser und Eis könnte sich mehrmals wiederholen. Von der äußersten Eisoberfläche bis zum steinigen „Ozeangrund“ sind es etwa 800 km Tiefe.
Ferner zeigte die Bahnbewegung der Raumsonde Galileo kleine Anomalien im Schwerefeld, die entweder auf einen ungleichmäßigen Gesteinsmantel hinweisen oder von größeren Mengen an im Eismantel eingeschlossenen Gesteinen zeugen. Vielleicht werden sie auch von Gesteinstrümmern in oberflächennahen Eisschichten verursacht.
Der metallische Kern ist ein Anzeichen dafür, dass Ganymed in der Frühzeit seiner Entstehung im Innern höhere Temperaturen aufwies, als man bislang angenommen hatte. Tatsächlich scheint Ganymed ähnlich aufgebaut zu sein wie Io, nur dass er zusätzlich von Wasser und Eis umgeben ist.

## Atmosphäre
Erste Anzeichen der Existenz einer Atmosphäre um den Jupitermond wurden bereits im Jahr 1972 bei der Bedeckung des Sterns SAO 186800 durch Ganymed gefunden. Der Druck in der extrem dünnen Atmosphäre wurde damals mit größer als 10−6 bar angegeben. Beobachtungen mit dem Hubble-Weltraumteleskop ergaben 1997 Hinweise auf eine extrem dünne Atmosphäre aus Sauerstoff. Es wird angenommen, dass der Sauerstoff durch die Einwirkung der Sonnenstrahlung auf die Eiskruste entsteht, wobei das Wassereis in Sauerstoff und Wasserstoff gespalten wird. Der flüchtigere Wasserstoff entweicht in den Weltraum, der massereichere Sauerstoff wird durch Ganymeds Gravitation festgehalten.

## Magnetfeld

Modell des Magnetfeldes von Ganymed als Überlagerung des Jupiterfeldes und des eigenen Dipolfeldes während des Vorbeiflugs G1 der Raumsonde Galileo

Im Rahmen der beiden ersten Vorbeiflüge der Raumsonde Galileo am Mond Ganymed im Juni 1996 (G1) in einer Höhe von 838 km und im September 1996 (G2) in einer Höhe von nur 264 km konnte nachgewiesen werden, dass Ganymed über ein eigenes magnetisches Dipolfeld verfügt. Neben der Erde und dem Merkur ist Ganymed damit der einzige feste planetare Körper im Sonnensystem mit nennenswertem eigenen Dipolfeld, insbesondere der einzige Mond. Spekulationen über ein ebensolches Feld des Jupitermondes Io haben sich hingegen nicht bestätigt.
Das Magnetfeld kann in einer ersten Näherung als einfache Überlagerung eines Dipolfeldes mit dem Feld des Jupiters im Vakuum angenommen werden. Das Jupiterfeld kann dabei in einer Umgebung des Mondes von etwa 10 Ganymedradien als konstant angesehen werden, wobei die Stärke dieses homogenen Feldes etwa 120 nT beträgt. Die Ausrichtung des Magnetfeldes kann allerdings während des Umlaufes um Jupiter variieren. Das Modell passt zu den Daten des Vorbeiflugs G1, wenn eine äquatoriale Feldstärke des Dipolfeldes von 750 nT angenommen wird (dargestellt in nebenstehendem Bild). Die Feldstärke ist zwar viel geringer als die des Erdmagnetfeldes (äquatorial 30.000 nT), aber größer als die des Planeten Merkur (äquatorial 450 nT). Die Richtung des magnetischen Dipols weicht etwa 10° von der Rotationsachse ab und zeigt im Ganymed-zentrierten Koordinatensystem in die Richtung des 220. Längengrades (der Nullmeridian zeigt dabei wegen der gebundenen Rotation immer zum Jupiter).
Die Struktur des Magnetfeldes ist etwas verschieden von den planetaren Magnetfeldern der Erde oder der Gasplaneten. Das umgebende Magnetfeld des Jupiters ist so stark, dass es auf der Oberfläche des Ganymeds nur eine relativ kleine Zone am Äquator gibt, wo die Magnetfeldlinien vom Mond wieder auf den Mond zurücklaufen. In den relativ großen polaren Regionen verlaufen die Feldlinien hingegen zum Jupiter oder kommen dorther. Die grüne Linie im  Bild „Modell des Magnetfeldes...“ – die Separatrix – trennt Gebiete, in denen die Feldlinien von Ganymed zu Ganymed, Ganymed zu Jupiter und von Jupiter zu Jupiter laufen.
Bessere Modelle des Magnetfeldes ziehen die Tatsache in Betracht, dass sich Ganymed nicht im Vakuum durch das Magnetfeld des Jupiters bewegt, sondern dass es ein mit Jupiter korotierendes Plasma gibt, in dem der Mond sich befindet (beidseitige Rotationsbindung). Die Einbeziehung des Plasmas in das Modell geschieht im Rahmen der Magnetohydrodynamik und erklärt die Ausbildung einer Magnetosphäre. Die Existenz einer Magnetopause wurde von Galileo bestätigt, allerdings gibt es im Gegensatz zur Erdmagnetosphäre keine Bugstoßwelle. Zur Ausbildung einer solchen Stoßwelle müsste das einströmende Plasma eine Geschwindigkeit relativ zu Ganymed besitzen, die größer als die Alfvén-Geschwindigkeit ist. Anders als bei der Erde, bei der der Sonnenwind mit etwa achtfacher Alfvén-Geschwindigkeit (und zehnfacher Schallgeschwindigkeit) auf die Magnetopause trifft, hat das korotierende Plasma des Jupiters zwar 2,4-fache Schallgeschwindigkeit, aber nur etwa halbe Alfvén-Geschwindigkeit. In den polaren Regionen Ganymeds, in denen Feldlinien von Jupiter zu Ganymed laufen, kann Plasma bis zur Atmosphäre des Planeten vordringen und führt dort zu Polarlichtern, die vom Hubble-Weltraumteleskop im UV-Licht tatsächlich beobachtet werden konnten.
Die Tatsache, dass die Richtung des Dipols von der Richtung der Rotationsachse nur um 10° abweicht, deutet darauf hin, dass die Ursache des Magnetfeldes in einem Dynamoeffekt zu suchen ist. Als möglicher Träger des Dynamoeffekts kommen leitfähige Flüssigkeiten in Frage. Diskutiert werden als Kandidaten sowohl flüssiges Metall im Kern des Mondes als auch Salzwasser im Mantel.

## Erkundung durch Sondenmissionen

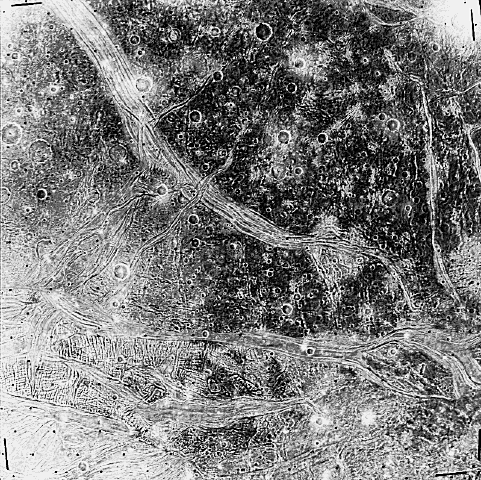
Von Voyager 2 gemachte Aufnahme des Gebiets „Lagash Sulcus“, 1979

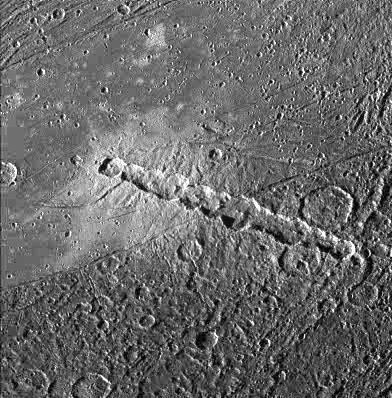
Von der Sonde Galileo gemachte Aufnahme der Kraterkette Enki Catena, 1994

Die Erkundung Ganymeds durch Raumsonden begann in den Jahren 1973 und 1974 mit den Jupiter-Vorbeiflügen von Pioneer 10 und Pioneer 11. 1979 konnten Voyager 1 und Voyager 2 erstmals genauere Beobachtungen dieses Mondes vornehmen. Der Großteil des Wissens über Ganymed stammt jedoch vom Galileo-Orbiter, der 1995 das Jupitersystem erreichte und während der darauffolgenden acht Jahre mehrere nahe Vorbeiflüge am Jupitermond vollführte.
Für das Jahr 2020 hatten die Raumfahrtbehörden NASA und ESA die gemeinsame Europa Jupiter System Mission Laplace vorgeschlagen, die mindestens zwei Orbiter vorsah, die jeweils in einen Orbit um Europa und Ganymed eintreten und das gesamte Jupitersystem mit einem revolutionären Tiefgang erforschen sollten.
Die NASA, die den Jupiter Europa Orbiter (JEO) bauen wollte, stieg jedoch aus dem Projekt aus. Die ESA verwirklicht jedoch den Jupiter Ganymede Orbiter (JGO) mit leicht abgewandelter Missionsplanung als JUICE. JUICE soll nach ihrer Ankunft am Jupiter im Jahr 2030 nach zwei Vorbeiflügen an Europa und zwölf Vorbeiflügen an Kallisto 2032 in einen Orbit um Ganymed einschwenken. Da die NASA-Sonde entfällt, wurden die Europa-Vorbeiflüge als Ersatz dafür in den Missionsplan für JUICE aufgenommen.

## Kulturgeschichte
Ganymed ist Schauplatz in den Handlungen von Romanen, Kurzgeschichten, Fernsehserien oder Filmen. Eine unvollständige Auswahl:
- Der Roman Farmer im All (englisch Farmer in the Sky, 1950) von Robert A. Heinlein hat das Terraforming und die Besiedlung von Ganymed zum Thema.
- Horst Müller schrieb den SciFi-Roman Kurs Ganymed, der am 1. Januar 1962 erschien.
- Im britischen Spielfilm The Night Caller (auch Blood Beast From Outer Space) von John Gilling aus dem Jahr 1965 stammt der Außerirdische Medra, gespielt von Robert Crewdson, vom Jupitermond Ganymed.[17]
- In vielen Romanen und Kurzgeschichten von Philip K. Dick spielt Ganymed eine wesentliche Rolle. Am prominentesten vertreten ist der Mond in dem Roman The Ganymede Takeover („Die Invasoren von Ganymed“), der 1967 zusammen mit Ray Nelson geschrieben wurde.
- Der deutsche Spielfilm Operation Ganymed von 1977 handelt von den Erlebnissen einer fiktiven Raumschiffbesatzung, die von einer Reise zu Ganymed zur Erde zurückkehrt.
- In der Fernsehserie Babylon 5 (1996) wurde ein Schiff der „Schatten“ unterhalb der Oberfläche von Ganymed entdeckt und von einem „Whitestar“-Schiff zerstört.
- In der Anime-Serie Cowboy Bebop (1998) ist der Mond Geburtsort der Figur Jet Black.
- In der Giants-Serie von James P. Hogan taucht Ganymed im 2. Buch auf, worin es um eine Gruppe von Außerirdischen geht, die mit irdischen Wissenschaftlern zusammenarbeitet, um die seltsame Geschichte einer früheren Epoche des Sonnensystems zu erforschen.
- Der britisch-amerikanische Wissenschaftler und Science-Fiction-Autor Charles Sheffield platzierte in der Buchreihe Das dunkle Universum (1992–2002) die Handlung auf dem Ganymed und den anderen Galileischen Monden. Sie umfasst drei Bücher, die auch in deutschsprachiger Ausgabe vorliegen.
- In der Roman- und Fernsehserie The Expanse von James Corey ist Ganymed ein besiedelter Mond und die Kornkammer des äußeren Sonnensystems. Im 2. Buch Calibans Krieg ist Ganymed Hauptschauplatz der Handlung.
- Im Brettspiel Ganymede rekrutiert der Spieler Siedler auf der Erde, um sie mit Schiffen von Ganymed aus zur Eroberung des Alls aufbrechen zu lassen.
- Der französische Designer Marc-Antoine Barrois veröffentlichte im Jahre 2019 in Zusammenarbeit mit dem Parfumeur Quentin Bisch sein zweites, nach dem Mond benannte, Eau de Parfum Ganymede.